# Ryūzō Morioka
 (mai 2025).
Si vous disposez d'ouvrages ou d'articles de référence ou si vous connaissez des sites web de qualité traitant du thème abordé ici, merci de compléter l'article en donnant les références utiles à sa vérifiabilité et en les liant à la section « Notes et références ».
Ryūzō Morioka (森岡 隆三, Morioka Ryūzō), né le 7 octobre 1975 à Aoba, un quartier de Yokohama, est un footballeur japonais.

## Biographie
En tant que défenseur, Ryuzo Morioka fut international japonais à 38 reprises (1999-2003) pour aucun but.
Il fut quart-de-finaliste de la Coupe du monde de football des moins de 20 ans 1995, avec le Japon.
Il fit les Jeux olympiques de Sydney en 2000, jouant 3 matchs sur les 4 (pas contre le Brésil), et fut éliminé en quart-de-finale par les USA.
Il participa à la Coupe d'Asie des nations de football 2000. Titulaire dans tous les matchs, il inscrit un but contre son camp et prit un carton jaune en finale. Il remporta ce tournoi, en étant élu meilleur défenseur de la compétition.
Il participa à la Coupe des confédérations 2001. Il fut titulaire contre le Canada ainsi que contre le Cameroun (où il reçut un carton jaune à la 86e minute) mais ne joua pas contre le Brésil. Il fut aussi titulaire contre l'Australie et contre la France en finale. Il fut finaliste de ce tournoi.
Il participa à la Coupe du monde de football de 2002 au Japon et en Corée du Sud. Capitaine de la sélection, il fut titulaire contre la Belgique, mais il fut remplacé à la 71e minute par Tsuneyasu Miyamoto, sans doute à cause d'une blessure, puisqu'il ne joua aucun match ensuite. Le Japon est éliminé en huitièmes-de-finale.
Il fit aussi partie des 23 japonais à participer à la Coupe des confédérations 2003 mais il ne joua aucun match. Le Japon est éliminé au premier tour.
Il joua dans trois clubs au Japon (Kashima Antlers, Shimizu S-Pulse et Kyoto Sanga FC), remportant des coupes nationales (coupe du Japon, coupe de la Ligue et supercoupe du Japon) et une Coupe d'Asie des vainqueurs de coupe en 2000. Il fut élu dans la J-League Best Eleven 1999.

## Palmarès
- Coupe d'Asie des nations de football
  - Vainqueur en 2000
- Coupe d'Asie des vainqueurs de coupe
  - Vainqueur en 2000
- Supercoupe d'Asie
  - Finaliste en 2000
- Championnat du Japon de football
  - Vice-champion en 1999 et en 2000
- Coupe du Japon de football
  - Vainqueur en 2001
  - Finaliste en 1998, en 2000 et en 2005
- Coupe de la Ligue japonaise de football
  - Vainqueur en 1996
- Supercoupe du Japon
  - Vainqueur en 2001 et en 2002
  - Finaliste en 1999